# شاهزاده‌نشین آبخازستان
شاهزاده‌نشین آبخازستان ( گرجی: აფხაზეთის სამთავრო   ) به عنوان یک نهاد فئودالی مستقل در سده های ۱۵-۱۶ میلادی، در میان جنگ های داخلی در پادشاهی گرجستان که با انحلال سلطنت متحد گرجستان به پایان رسید، ظهور کرد.شاهزاده‌نشین  تا حدی از خودمختاری تحت سلطه عثمانی و سپس روسیه برخوردار بود، اما در نهایت در سال ۱۸۶۴ منحل و به روسیه تزاری پیوست.

## تاریخ

### زمینه
آبخازستان به عنوان یک دوک نشین ( saeristavo ) در قلمرو پادشاهی گرجستان، قبلاً به عنوان دوک نشین تسخومی شناخته می‌شد که از قرن دوازدهم توسط خاندان شارواشیدزه اداره می‌شد. منابع در مورد تاریخ آبخازیا در آن زمان بسیار کمیاب است و این موجب کمبود اطلاعات از این دوره می‌شود. جنواها در قرن چهاردهم کارخانه‌های تجاری خود را در امتداد خط ساحلی آبخازستان بنیانگذاری کردند، اما برای مدت کوتاهی کار کردند. هنگامی که پادشاهی گرجستان درگیر یک جنگ داخلی سنگین و بزرگ در دهه ۱۴۵۰ بود، شرواشیدزه‌ها به شورش بزرگی که علیه پادشاه جورج هشتم گرجستان آغاز شده بود پیوستند که باعث شد جورج در سال ۱۴۶۳ از دست شورشیان در چیخوری شکستی بزرگ بخورد. در پی این شکست، گرجستان یکپارچه فروپاشید و سرزمین‌ها به سه پادشاهی رقیب و پنج سلطنت تقسیم شد. شاهزادگان آبخازستان پیروان شاهزاده مینگرلیا تحت سلسله دادیانی ( -بدیانی ) بودند که به نوبه خود پیروپادشاهی ایمرتی بود. با این حال، دست نشانده‌ای عمدتاً اسمی بودند، و حاکمان منگرلی و آبخازستانی نه تنها با موفقیت برای استقلال خود جنگیدند، بلکه مرزهای خود را با یکدیگر و با ایمرتی به چالش کشیدند. استقلال آبخازستان تا حد زیادی نمادین بود، زیرا این منطقه عموماً به حال خود رها می‌شد زیرا پادشاهان ایمرتی دست خود را برای اداره منطقه تعیین شده خود داشتند. در سال ۱۴۹۰، انشعاب رسمی شد زیرا گرجستان بر اساس معاهده‌ای به پادشاهی کارتلی، پادشاهی ایمرتی، که آبخازیا بخشی از آن بود، پادشاهی کاختی و شاهزاده‌نشین سامتسخه تقسیم و حاکمیت آنها مجزا شد. 

### قرن ۱۶-۱۸
در دهه ۱۵۷۰، نیروی دریایی عثمانی قلعه تسخومی را اشغال کرد و آن را به قلعه ترکی سوهوم کاله تبدیل کرد. آبخازستان تحت تأثیر ترکیه و اسلام قرار گرفت، اگرچه مسیحیت به آرامی جایگزین شد و تا نیمه دوم قرن هجدهم بود که خانواده حاکم شرواشیدزه اسلام را پذیرفتند.  تا آن زمان، آبخازستان که به دلیل موقعیت کوهستانی و جنگل های صعب العبور خود از تهاجمات گسترده در امان بود، استقلال خود را حفظ کرده بود و از تجارت کالاهای سنتی قفقاز ، به استثنای بردگان، سود می برد.

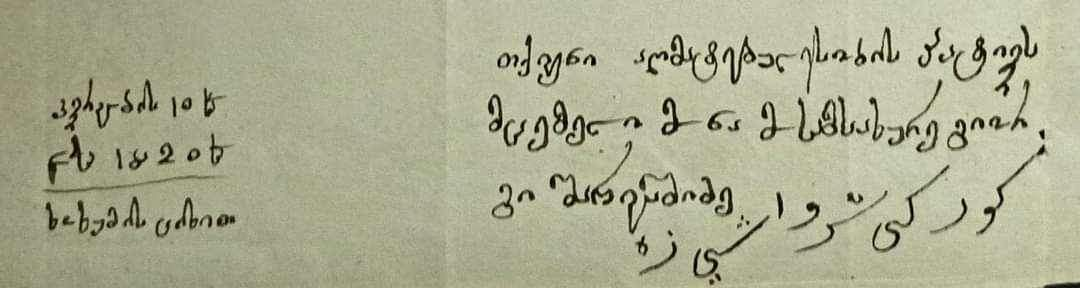
امضای گیورگی شرواشیدزه به زبان گرجی، شاهزاده شاهزاده‌نشین آبخازیا

در سراسر سده ۱۶ تا ۱۸ میلادی، لردهای آبخازستان در درگیری های بی وقفه مرزی با شاهزادگان مینگری شرکت داشتند. در نتیجه درگیری های فراوان، قدرت‌های شرواشیدزه توانستند دارایی‌ها و سرزمین های خود را در شرق، نخست به رودخانه غالیدزگا ، و سپس به اینگوری ، که مرز امروزی بین منطقه خودمختار آبخازستان و گرجستان است، گسترش دهند. پس از مرگ شاهزاده زگناک شرواشیدزه آبخازی در حدود سال ۱۷۰۰، سلطنت او بین پسرانش تقسیم شد. بزرگ‌ترین پسر او، رستم، خود را به عنوان شاهزاده آبخازستان ، که به نام بزیب آبخازستان نیز شناخته می‌شود، برجای پدر نشاند. او توانست منطقه تحت امر خود را در ساحل از گاگرای امروزی بر روی رودخانه بزیب تا رودخانه غالیدزگا، با سکونت در روستای لایکنی ، تثبیت کند. جیکشیا، آبجوآ را بین غالیدزگا و کودوری دریافت کرد. و کواپو، لرد شهرستانی در ساحل شد که از غالیدزگا تا اینگوری امتداد داشت که به پیروی از آن، به نام مورزاکان پسر کواپو به نام سرزمین سامورزاکانو شناخته شد. هیچ حکومت متمرکزی بر ارتفاعات دال تزابال (تزبلدا، تسابال) حکمرانی نمیکرد، اما تحت تسلط طایفه مارشان بود. سادنی که پیشتر به نام زیگیا (جیکتی از منابع گرجی) شناخته می شد، از شمال تا آبخازستان بین شهرهای امروزی گاگرا و سوچی امتداد داشت و به دست قبیله های گچبا، آریدبا و سانبا اداره می شد. این سیاست‌ها همچنین شامل چندین فرماندار (حاکم) کوچک بود که توسط نمایندگان خاندان شرواشیدزه-چاچبا یا سایر خانواده‌های نجیب مانند آچبا (آنچابادزه)، امهاا (اموخواری)، زیاپش-ایپا، اینال-ایپا، چابالورخوا و چخوتوا اداره می‌شدند. همه این شاهزادگان کم و بیش به شاهزادگان آبخازستان وابسته بودند.

### بین امپراتوری عثمانی و روسیه

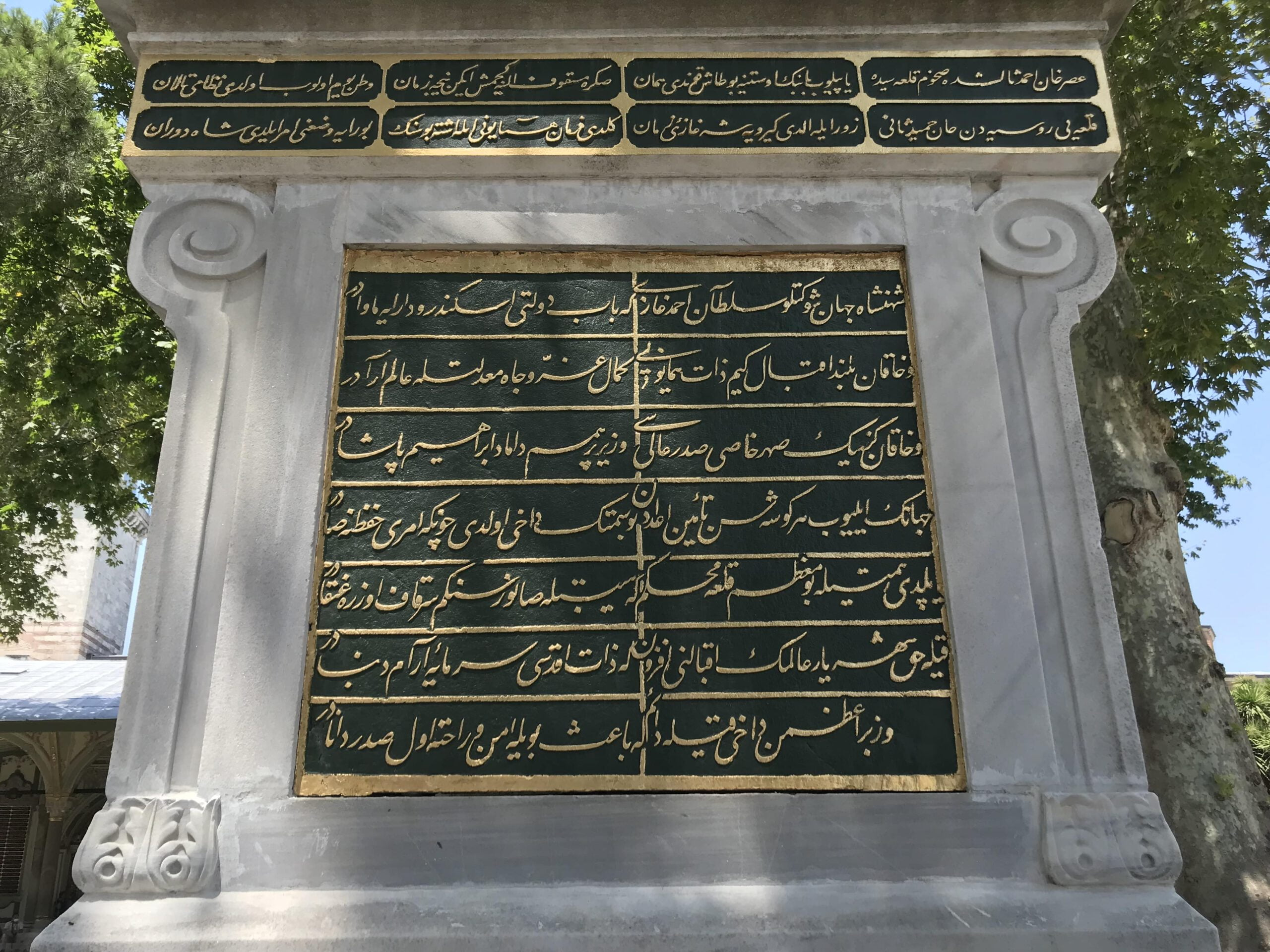
کتاب قلعه سوخومی استانبول

کِلِش بیگ بین منافع امپراتوری روسیه و امپراتوری عثمانی بی طرف ماند. نخستین تلاش برای ایجاد رابطه با روسیه توسط کلش بیگ مذکور در سال ۱۸۰۳، اندکی پس از الحاق گرجستان شرقی به امپراتوری تزاری در حال گسترش (۱۸۰۱) انجام شد. هنگامی که عثمانی ها سعی کردند آبخازستان را تحت سلطه خود درآورند و در سال ۱۸۰۶ یک اسکادران دریایی به ساحل آن فرستادند، کلش بیگ بیست و پنج هزار سرباز را برای دفع حمله آنها به دور خود گرد آورد. کشتی‌های نیروهای عثمانی با دیدن اینکه قلعه سوخومی به خوبی دفاع می‌شود، به عقب برگشتند.   پس از ترور این شاهزاده توسط پسرش اصلان بیگ در ۲ مه ۱۸۰۸، گرایش عثمانی گرایی غالب شد. وضعیت جدید برای مدت کوتاهی دوام آورد. در ۲ ژوئیه ۱۸۱۰، تفنگداران دریایی تزار به قلعه سوخومی یورش بردند  و پس از پیروزی، اصلان بیگ را با برادرش سفر بیگ (۱۸۱۰-۱۸۲۱)، که رقیبش برای حکمرانی بود و به تازگی به مسیحیت گرویده بود و نام جورج را به خود گرفته بود، جایگزین کردند. سپس آبخازستان به عنوان یک حکومت خودمختار به امپراتوری تزاری روسیه پیوست.
با این حال، حکومت جورج، و همچنین جانشینان او، محدود به محله قلعه سوخومی و منطقه بزیب بود که توسط روس ها تبدیل به پادگان شده بود، در حالی که سایر بخش ها تحت حاکمیت اشراف مسلمان منطقه باقی مانده بودند. جنگ بعدی روسیه و ترکیه به شدت مواضع روسیه را تقویت کرد و منجر به انشعاب بیشتر در نخبگان آبخازی، عمدتاً در امتداد اختلافات مذهبی شد. در طول جنگ کریمه (۱۸۵۳-۱۸۵۶)، نیروهای روسی مجبور شدند آبخازستان را تخلیه کنند و شاهزاده مایکل (۱۸۲۲-۱۸۶۴) ظاهراً به عثمانی ها روی آورد. بعدها حضور روسیه تقویت شد و کوه‌نوردان قفقاز غربی سرانجام در سال ۱۸۶۴ به انقیاد روسیه درآمدند. در پی این رویدادها، دیگر خودمختاری آبخازیا، که به عنوان یک "منطقه حائل" طرفدار روسیه در این منطقه پر دردسر عمل می کرد، برای دولت تزاری ارزشی نداشت و در همین راستا، تزارها به حکومت شرواشیدزه پایان دادند. در نوامبر ۱۸۶۴، شاهزاده مایکل مجبور شد از حقوق خود چشم پوشی کند و در ورونژ مستقر شود. آبخازستان به عنوان یک استان نظامی ویژه قلعه سوخومی در امپراتوری روسیه گنجانده شد که در سال ۱۸۸۳ به عنوان بخشی از گوبرنیا کوتایس به یک استان مستقل تبدیل شد.

## زبان ها
زبان اصلی حکومت در حاکمیت آبخازیا زبان گرجی بود. 
اولیا چلبی در اثر خود اشاره می کند که خاندان شرواشیدزه به زبان منگرلی صحبت می کردند: "قبیله اصلی در آبازا چاچ هستند که به زبان منگرلی صحبت می کنند که در ساحل مقابل فازوس صحبت می شود.
آبخازیان شمالی که در دل سوچی  و منطقه سادزن زندگی می کردند، علاوه بر ابازا ، چرکسی و اوبیخ ، به هر دو زبان مادری خود صحبت می کردند.   

## شورش لایکنی

پرچم شورش لایکننسکی

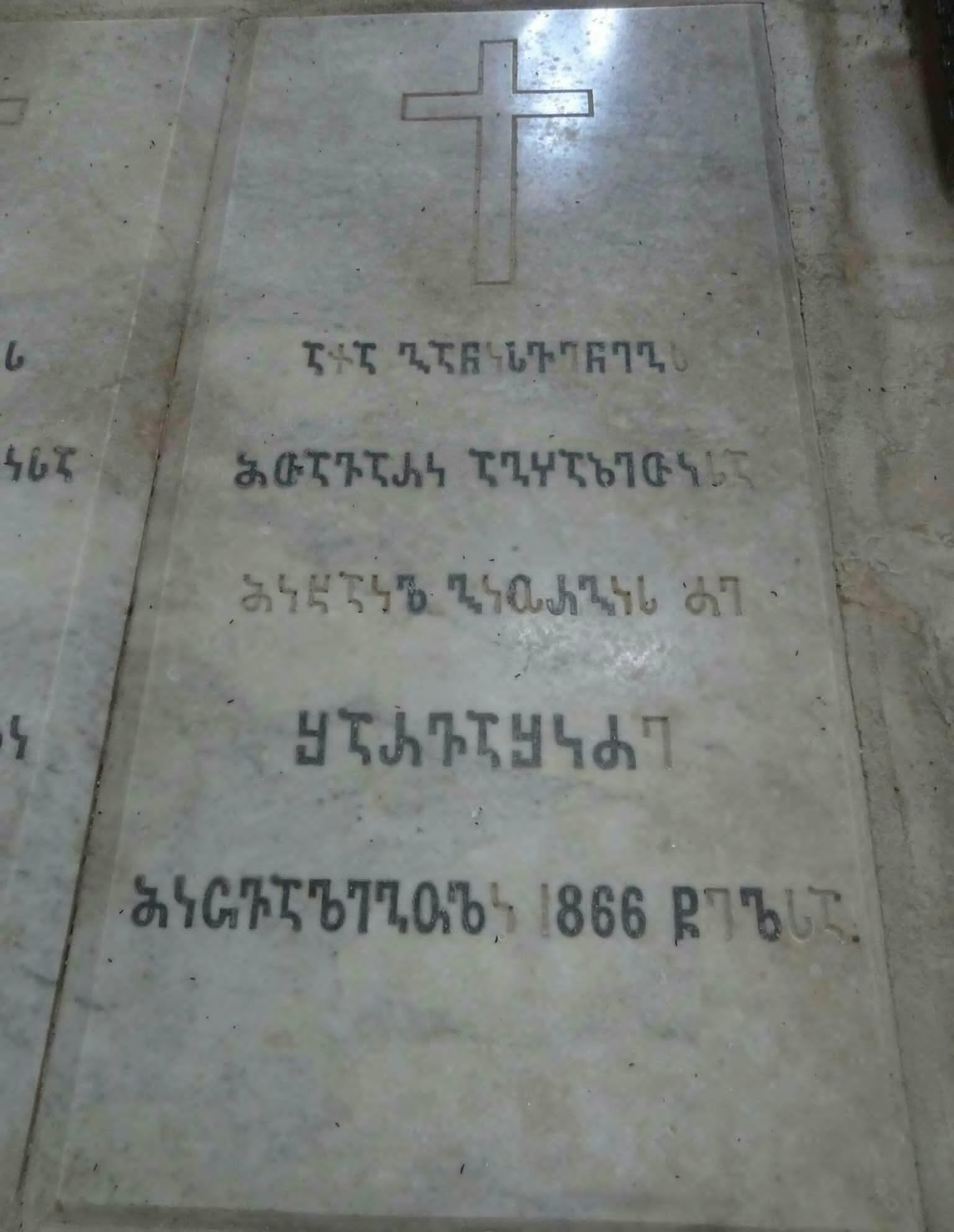
سنگ مزار آخرین فرمانروای آبخازستان میخائیل شرواشیدزه (خاموت-بای) به زبان گرجی ، به الفبای گرجی ساخته شده توسط پسر میخائیل شارواشیدزه - گیورگی شارواشیدزه

در ژوئیه ۱۸۶۶، تلاش مقامات روسی برای جمع آوری اطلاعات در مورد شرایط اقتصادی آبخازستان، به منظور اخذ مالیات، منجر به شورشی در لایکنی شد. شورشیان پسر میخائیل شرواشیدزه، گیورگی را به عنوان شاهزاده خود معرفی کردند و به سوخومی لشکر کشیدند. فقط نیروهای تقویتی قوای روسیه به رهبری ژنرال دیمیتری ایوانوویچ سویاتوپولک-میرسکی توانستند شورش را در همان اوت سرکوب کنند. واکنش تند روسیه متعاقباً منجر به مهاجرت قابل توجه مهاجران آبخاز ( و در پی آن نسل کشی آنها) به امپراتوری عثمانی شد، به ویژه پس از شرکت مردم محلی در شورش کوهنوردان قفقازی که با فرود سربازان ترک در سال ۱۸۷۷ تحریک شده بودند. در نتیجه، بسیاری از این مناطق تقریباً خالی از سکنه شدند. 

## حاکمان
حاکمان شاهزاده آبخازستانی در میان آبخازها - ابازا به چاچبا شناخته شده هستند که در ترجمه به معنای "شاهزاده بر شاهزاده" بود   
- پوتو شارواشیدزه [۱۹] (حدود ۱۵۸۰–۱۶۲۰)
- ستمان شرواشیدزه (حدود ۱۶۲۰-۱۶۴۰)
- سوستار شارواشیدزه (حدود ۱۶۴۰-۱۶۶۵)
- زگناک شارواشیدزه (حدود ۱۶۶۵-۱۷۰۰)
- رستم شارواشیدزه (حدود ۱۷۰۰-۱۷۳۰)
- منوچهر شارواشیدزه (حدود ۱۷۳۰-۱۷۵۰)
- زوراب شارواشیدزه (حدود ۱۷۵۰-۱۷۸۰)
- کلش احمد بی شرواشیدزه [۲۰] [۲۱] (حدود ۱۷۸۰–۱۸۰۸)
- اصلان بیگ شرواشیدزه- [۲۲] (۱۸۰۸–۱۸۱۰)
- سفر علی بیگ شرواشیدزه (گیورگی) (۱۸۱۰–۱۸۲۱)
- دیمیتری شارواشیدزه (عمر بیگ) (۱۸۲۱–۱۸۲۲)
- میخائیل شرواشیدزه (حمود بیگ) (۱۸۲۲-۱۸۶۴)
- نوادگان مستقیم از طریق نسل بزرگ اصلان بیگ شرواشیدزه:
- جورج کنستانتینوویچ شارواشیدزه
- تیموراز جورجیویچ شارواشیدزه
- نیکولوز تیمورازویچ شارواشیدزه

## همچنین ببینید
- پادشاهی آبخازیا
- جنگ قفقاز
- امپراتوری روسیه
- تاریخ آبخازیا
- نسل کشی چرکس ها